# 短鰭蓑鮋屬
短鰭蓑鮋屬（學名：Dendrochirus）較為人熟知的的名稱是矮獅子魚，為鮋科下原生於印度洋及西太平洋的一屬。

## 種
本屬目前辨認出5個種：
- 巴氏短鰭蓑鮋（D. barberi）
- 美麗短鰭蓑鮋（D. bellus）：又稱赤斑多臂簑鮋。
- 雙眼斑短鰭蓑鮋（D. biocellatus）
- 短鰭蓑鮋（D. brachypterus）
- 花斑短鰭蓑鮋（D. zebra）：又稱斑馬紋多臂簑鮋、雙斑短鰭蓑鮋。

## 文獻
1. ↑  Froese, R. & Pauly, D. (eds.) (2014). Species of Dendrochirus. FishBase. Version 2014-06.